# Хас-Кунар
Хас-Куна́р (пушту خاص‌کنر‎, дари خاص‌کنر Xās Konar) — самый большой район провинции Кунар в Афганистане. Он расположен в южной части провинции и граничит с провинцией Нангархар с юга и Пакистаном с востока. Река Кунар проходит через северную часть района и орошает прилегающую территорию. Центр района — деревня Хас-Кунар (34°38′45″ с. ш. 70°54′03″ в. д.), расположенная на высоте 749 метров над уровнем моря. Большинство населенных пунктов в районе пострадало и (или) было разрушено в ходе военных действий (см. Гражданская война в Афганистане).
Население района — 31 000 человек (по данным 2006 года). Национальный состав — 100 % пуштуны.